# Praticable (cinéma et télévision)
Pour les articles homonymes, voir Praticable.

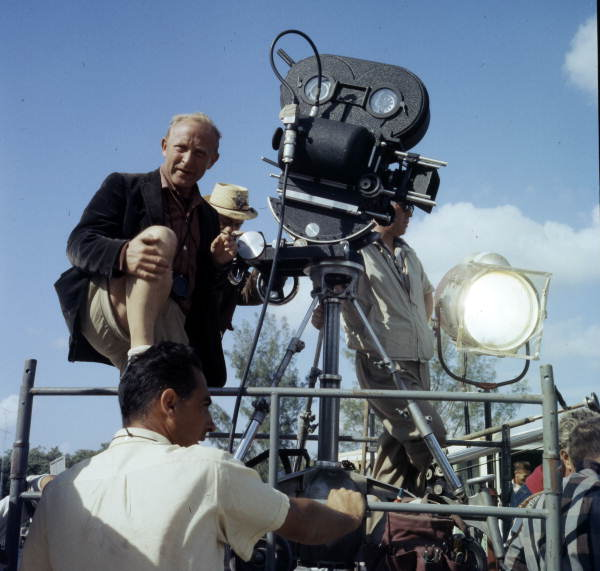
Équipe de tournage et caméra Mitchell BNC juchées sur un praticable métallique pour une vue en plongée.

Un praticable fait partie du matériel de tournage d'un film. C’est un échafaudage en bois ou en métal (alu), permettant de disposer en hauteur la caméra, ou des projecteurs, ou toute chose utile au tournage (accessoire, élément de décor ou matte painting). Ils font partie du domaine réservé de l’équipe de machinistes qui les appelle familièrement prato et pratos [pratosse] au pluriel.

## Description
Ces échafaudages peuvent être pliés ou démontés pour faciliter leur stockage et leur transport sur les lieux de tournage. Ils peuvent être empilés les uns sur les autres pour des prises de vues en forte plongée. Les praticables en bois sont parfaits en intérieur (sols plats) mais peuvent être dressés sur des sols accidentés avec le secours de cales en bois. Les praticables métalliques ont tendance à les remplacer.

## Autre désignation
En production, est caractérisé comme praticable, toute pièce de décor utilisable dans le jeu des acteurs, tout accessoire en état de fonctionner. Exemple : un poulet cuit en carton est dit non praticable, un véritable poulet rôti dont va faire semblant de se régaler un comédien est dit praticable. Une porte ou une fenêtre en trompe-l'œil sont non praticables, une porte ou une fenêtre que le comédien peut ouvrir et fermer sont praticable. Le chef machiniste, le chef décorateur et les accessoiristes utilisent cette différenciation pour des raisons économiques et pratiques évidentes. Une porte, un escalier, un pistolet praticables (on dit aussi qu’ils jouent, ou au contraire qu’ils sont bidons) coûtent plus cher à la fabrication ou à la location que les mêmes en faux-semblants et demandent plus d’attention lors du tournage.
Dans les tournages anglo-saxons, les éléments de décor ou accessoires purement décoratifs s’appellent props ou set props. Quand ils sont praticables, on les nomme hand props, c’est-à-dire qu’ils peuvent être manipulés.